# Gansl Izidor
Gansl Izidor (Budapest, 1896 – Bécs, 1938) magyar labdarúgó.

## Sikerei, díjai
Ferencvárosi TC
- Magyar bajnokság
  - ezüstérmes: 1918–19